# Polycaena princeps
Polycaena princeps är en fjärilsart som beskrevs av Charles Oberthür 1886. Polycaena princeps ingår i släktet Polycaena och familjen Riodinidae. Inga underarter finns listade i Catalogue of Life.